# 1949 v loďstvech
Tento článek obsahuje významné události v oblasti loďstev v roce 1949.

## Lodě vstoupivší do služby
- 4. dubna –  USS Pickerel (SS-524) – ponorka třídy Tench

- v červnu –  Úderník – osobní loď na Brněnské přehradě

- 3. září –  Araguaya (A5) – torpédoborec třídy Acre

- 30. září –  PNS Tippu Sultan a PNS Tariq – torpédoborce třídy O a P[1]

- 10. listopadu –  Amazonas (A1) – torpédoborec třídy Acre